# تكاثف فرميوني

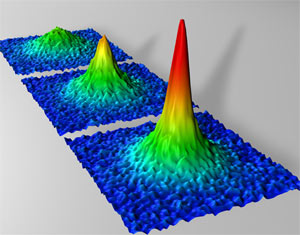

تكاثف فرميونات  في الفيزياء (بالإنجليزية: Fermion Condensat)‏ هي حالة تكثف فرميونات مكونة سائل ذو ميوعة فائقة، ويحدث ذلك بالقرب من درجة حرارة الصفر المطلق. وتشابه تلك الظاهرة ظاهرة تكاثف بوز-أينشتاين اللبوزونات من حيث تطابق الدوال الموجية للفرميونات، فتكتسب حالة كمومية واحدة (جماعية). وقد تنبأت إحدى صيغ ألبرت أينشتاين التي كتبها عام 1925 بهذه الظاهرة.
لا تتطابق حالات الفرميونات عادة إلا في حالة الانفطار التي تحدث للعزم المغزلي. ويمكن التوصل إلى ذلك عن طريق اتحاد فرميونين لكل منهما عزم مغزلي 1/2 فينتجان بوزون ذو عزم مغزلي 1، ثم تتطابق البوزونات المتكونة في تكاثف بوز-أينشتاين. يتبع تكاثف الفرميونات إحصاء فيرمي-ديراك بينما يتبع تكاثف البوزونات (تكاثف بوز-أينشتاين) إحصاء بوز-أينشتاين. في كلتا الحالتين نحصل على سائل له خواص غريبة قرب الصفر المطلق.
تلك الحالة يمكن حدوثها لارتباط كل فرميونين لتكوين جزيئات تسلك مسلك بوزونات. وقد تمكن فريقين من العلماء عام 2003 من تحضير تكاثف بوز-أينشتاين، في نفس الوقت وبدون علم الفريق الآخر من جامعة إنسبروك بالنمسا وهي تعمل تحت رعاية الفيزيائي «رودولف جريم» والمجموعة الثانية وتعمل تحت رعاية «ديبورا جين» بالمعهد الوطني للمقاييس والتقنية ب الولايات المتحدة.
وبعكس إمكانية تكون جزيئات من فرميونات فمن الممكن أيضا أن يتفاعل فرميونين بينهما مسافة كبيرة (نسبيا) بطريقة تفاعل الإلكترونات وتكوين ما يسمى زوج كوبر في مادة توصيل فائق. بدأت تلك البحوث عام 2004 حيث استخدم غازا من ذرات البوتاسيوم المبردة تبريدا قرب الصفر المطلق، وهذا ما قامت به مجموعة العلماء العاملة مع ديبورا جين.
ويمكن الحصول على هذه الظاهرة في ظاهرة الميوعة الفائقة التي تحدث لنظير الهيليوم، الهيليوم-3 .
تشاهد تلك الظواهر عند درجات حرارة منخفضة جدا بالقرب من الصفر المطلق.

## الخلفية
تُصنّفُ البوزونات على أنّها اجتماعيّة: تميلُ إلى التجمّع مع بعضها البعض. وكقاعدةٍ عامّة: أيُّ ذرةٍ مجموعُ عدد إلكتروناتها وبروتوناتها ونيوتروناتها زوجي تكوّن بوزونًا، وذرات الصوديوم العاديّة هي أفضلُ مثالٍ على البوزونات.
وعلى العكسِ تمامًا، فالفرميونيات تُعتَبَر غيرَ اجتماعية، فهيَ ممنوعةٌ من التجمُّع معًا في نفسِ الحالة الكميّة (بحسبِ مبدأ باولي للاستثناء في ميكانيكا الكم).
ويُمكننا وضعُ قاعدةٍ عامة للفرميونيات: بأنّ أيّ ذرّةٍ مجموعُ عدد إلكتروناتها وبروتوناتها ونيوتروناتها فردي تكوّن فرميونًا، ومثالٌ عليها هي ذرة البوتاسيوم -40.
وجدت جين وفريقها طريقةً لمعالجةِ فرديّة الفرميونات، وذلك باستخدامِ مجال مغناطيسيّ بحذرٍ شديد، الذي يعملُ كضاغطٍ جيّد لها. يُجبر المجالُ المغناطيسيّ الذرّات الوحيدة على التجمّع مع بعضها بعضًا، ويُمكنُ التحكّم بقوّة الرابطة بين الذرّتين من خلالِ تعديلِ المجال المغناطيسيّ.
تحتفظُ ذرّاتُ البوتاسيوم ضعيفةُ الارتباطِ ببعضِ خصائصِها الفرميونيّة، لكنّها تتصرفُ تصرُّفَ البوزونات في ذاتِ الوقت. تندمجُ أزواجُ الفرميونات مع بعضها لتُشكِّلَ في النهايةِ تكاثُفًا فرميونيًا.

## طالع أيضًا
- تكاثف بوز-أينشتاين
- غاز فيرمي
- إحصاء بوز-أينشتاين
- احصاء فيرمي-ديراك